# 涢酒
涢酒是湖北安陆出产的一种白酒，1956年当局合并当地当地大小酒坊成立安陆县酒厂，后数度易名。1972于当地清朝所产传统“府酒”之基础上恢复开发了“涢酒”，推出后多次获奖，并入选中华老字号。涢酒乃以高粱、玉米、小麦、糯米、大米为主料，以稻米、大麦、豌豆制成的中温大曲为糖化发酵剂，加入海马、当归、肉桂、天麻、贝母等30余味中药，经混蒸混糟、陈曲老窖发酵、分层蒸酒、地下藏酒等工艺酿成的浓香型白酒。